# 라 발스
《라 발스-관현악을 위한 무용시 M.72》(프랑스어: La valse-poème chorégraphique pour orchestre)는 모리스 라벨이 1919~20년에 작곡한 곡으로 관현악곡, 두 대의 피아노용, 피아노 독주용 총 세 가지 연주판으로 이루어져 있다. 모든 연주판이 높은 난도를 자랑하는데, 특히 독주판은 기법면으로나 음악면으로 매우 어려워 다른 두 연주판보다 녹음 수가 적다. 라 발스 솔로 버전은 스카르보와 함께 라벨의 모든 피아노 곡들 중 가장 연주하기 어려운 피아노 곡으로 여겨진다.

## 설명
이 작품은 빈 왈츠에 향한 예찬의 작품이라고 할 수 있다. 실제로 이 작품에서 왈츠 리듬을 사용하기도 했다.
라벨은 이 작품의 착상을 1906년에 시작했지만, 라벨이 이 작품을 완성하기까지 14년이라는 긴 세월이 필요했다. 이 작품을 먼저 피아노로 완성하고 디아길레프에게 평가를 부탁했으나, 디아길레프는 발레로는 부적합하다고 했다. 결국 이 때문에 라벨과 디아길레프는 완전히 결별하게 된다. 그 후 이 작품은 연주회용 관현악곡으로 초연되었고, 1929년에 발레로도 만들어졌다.

## 악기 편성
- 목관악기: 플루트3(제3은 피콜로 겸함), 오보에2, 잉글리시 호른, 클라리넷(A)2, 베이스 클라리넷(A), 바순2, 콘트라바순
- 금관악기: 호른4, 트럼펫(C)3, 트롬본3, 튜바
- 타악기: 팀파니, 글로켄슈필, 캐스터네츠, 앤틱 심벌즈, 탬버린, 탐탐, 트라이앵글, 큰북, 작은북, 심벌즈
- 현악기: 하프2, 현악기